# Pfarrkirche Häggenschwil
Die römisch-katholische Pfarrkirche Häggenschwil steht im Zentrum des Dorfs Häggenschwil im Kanton St. Gallen in der Schweiz. Sie ist dem seligen Notker I. geweiht und gehört zum Dekanat St. Gallen in der Diözese St. Gallen. Das Bauwerk steht unter Denkmalschutz.

## Bau der Kirche

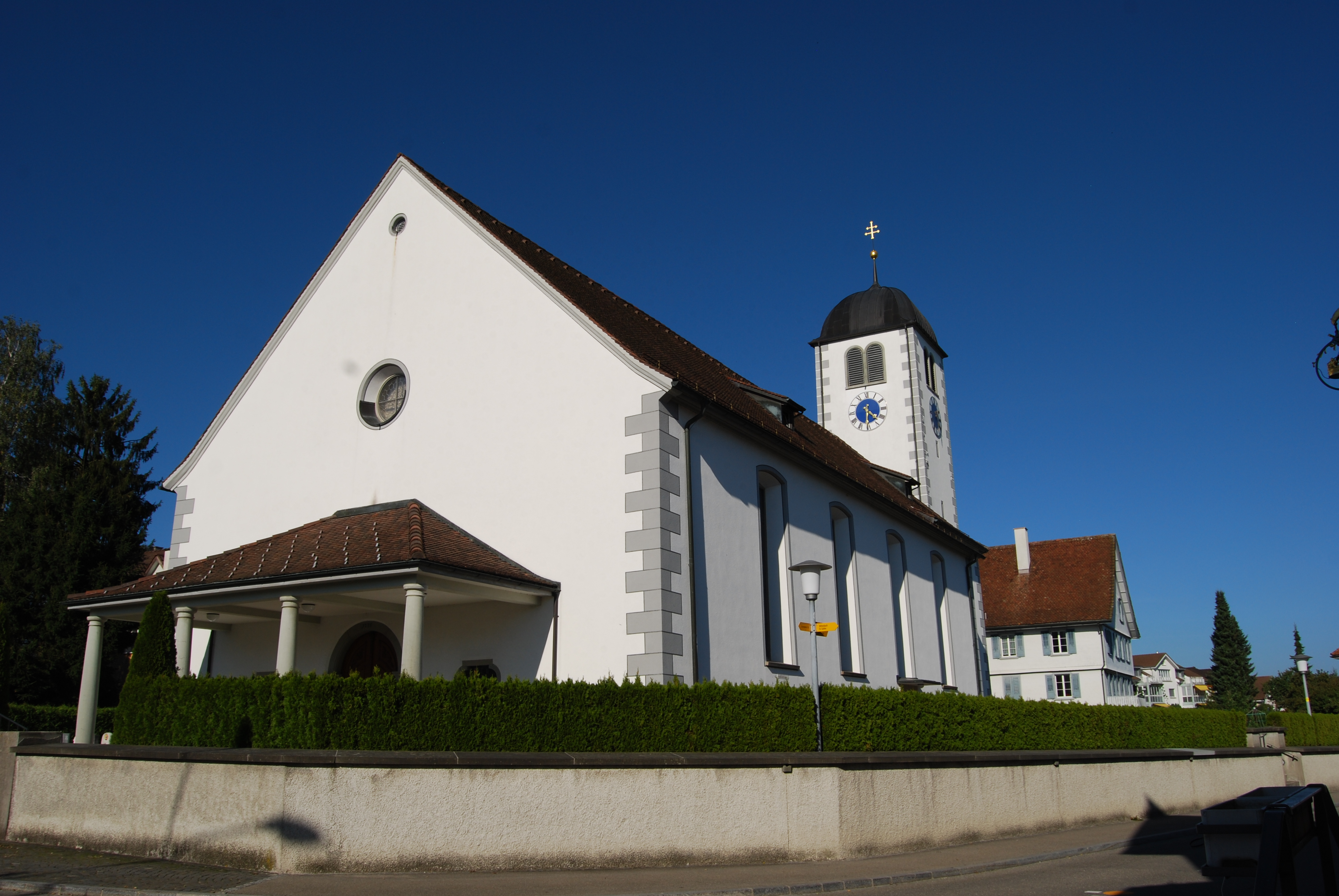
Aussenansicht Pfarrkirche Häggenschwil

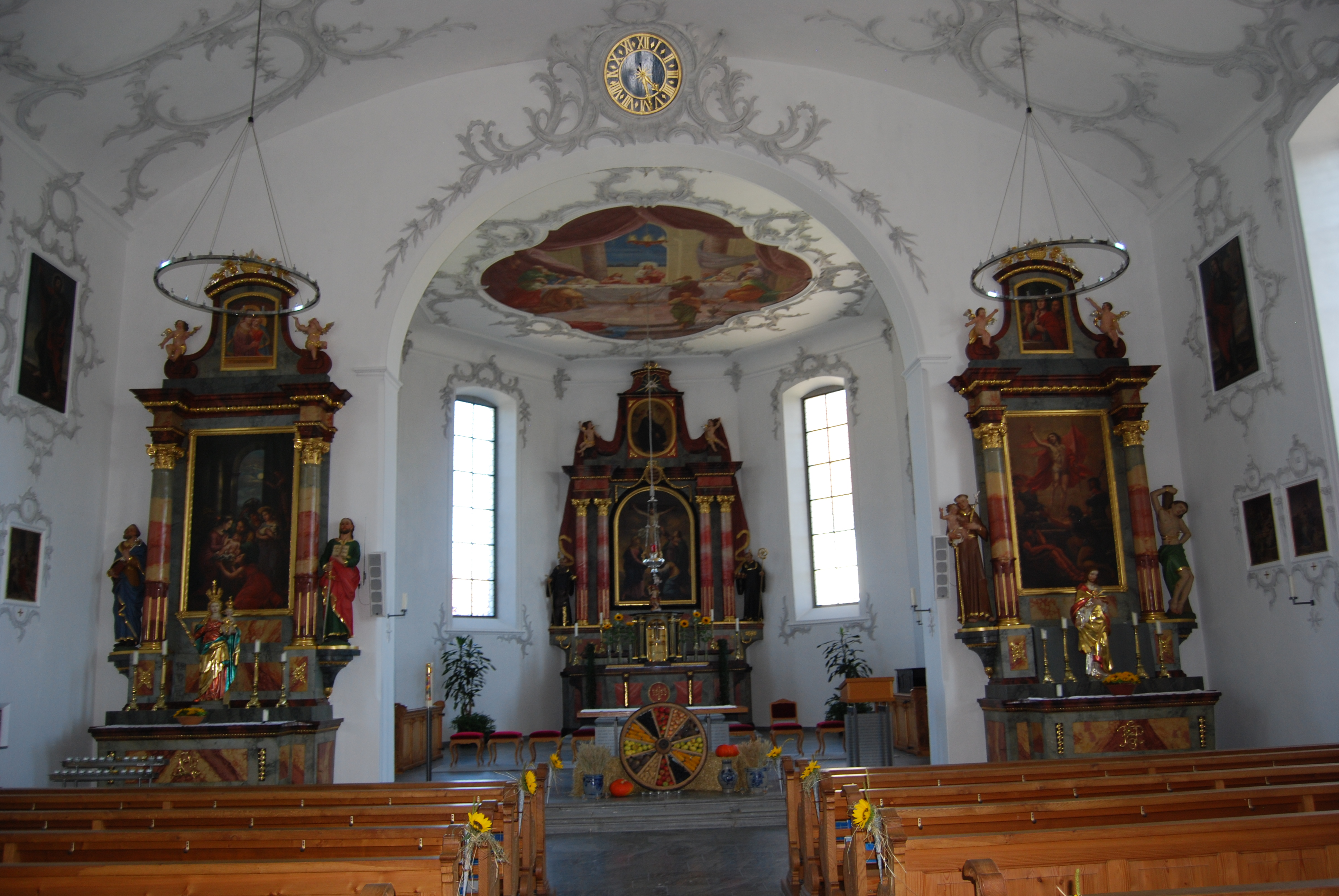
Innenansicht Pfarrkirche Häggenschwil

Vor der Errichtung einer eigenen Kirchen waren die meisten Weiler auf dem heutigen Häggenschwiler Gemeindegebiet der Pfarrei Berg zugehörig. Die Weiler Rorenmoos, Weier, Schmitten und Gerschwil gehörten zu Bischofszell, Debeslehn und Ladhueb zu Hagenwil, Atzenholz und Ruggisberg zu Arbon und Stegen zu St. Gallen.
Die erste Stiftung um 100 Gulden zur Errichtung einer Kirche wurde im Jahr 1719 von Johannes Eberle initiiert. Das Vorhaben wurde Jahre später verwirklicht. 1727 wurde festgestellt, dass die Kirche in Berg zu klein geworden ist, sie bot nicht einmal Platz für die Hälfte der Katholiken in ihrem Einzugsgebiet. Deshalb ersuchten die Berger beim Fürstabt um Erweiterung der Kirche. Die Lömmenschwiler drängten allerdings auf einen Neubau in der eigenen Gemeinde. Auch ein Neubau im Ruggisberg, als Kompromiss zwischen den beiden Gemeinden kam zur Sprache, wurde aber wieder verworfen. 
Fürstabt Josef von Rudolfis und sein Konsistorium entschieden sich für einen Neubau in Lömmenschwil. Dieser Entscheid sowie die Ablösung von Berg und der Berufung Johann Pfisters als Baudirektor wurden am 7. März 1728 von der Gemeindeversammlung bestätigt. Das Tagebuch von Johann Pfister liefert einen Einblick in die Zeit des Kirchenbaus.
Als Baumeister wurde Jakob Grubenmann ausgewählt, der 1727 die Kirche in Egnach gebaut hatte. Die Kirche in Häggenschwil sollte die erste katholische Kirche werden, die unter seiner Verantwortung gebaut wurde.
Für den Bau des Fundaments und des Kirchturmes wurden Steine von der Burg Neu-Ramschwag verwendet.
Der erste Gottesdienst in der neuen Kirche wurde in der Nacht vom 24. auf den 25. Dezember 1728 gefeiert. Die Weihe erfolgte am 8. November 1737 durch den Weihbischof von Konstanz.

## Renovationen
- 1780: Renovierung im Barockstil.
- 1827: Bau der beiden klassizistischen Seitenaltäre
- 1844: Aussenrenovation
- 1868: Innenrenovation
- 1897: Totalrenovation. Unter anderem wurde das Chordeckengemälde von Georg Troxler gemalt. Auch wurde das schon bestehende Deckengemälde im Schiff ausgebessert.
- 1912: Installation des elektrischen Lichts
- 1963/1964: Restaurierung mit dem Ziel, den Zustand von 1780 wieder zu erreichen[4]

## Ausstattung
Die Figuren von Gallus und Otmar, die an den Seiten des Hochaltars stehen, stammen aus der Bauzeit der Kirche.
Die Figuren des Petrus und Paulus, die an den Seiten des linken Seitenaltars stehen, stammen aus der Bauzeit der Seitenaltäre. Die Figuren Antonius und Sebastian, die an den Seiten des rechten Seitenaltars stehen, sind neueren Datums.

### Leib des Märtyrers Theophilus
Durch den Einsatz des Pfarrers Gall Josef Popp gelangten die Überreste des Märtyrers Theophilus in die Pfarrkirche Häggenschwil. Der Leib wurde am 4. Januar 1821 aus der Calixtus-Katakombe enthoben und im Jahr 1824 der Pfarrei Häggenschwil geschenkt. Am 23. März 1845 stahlen Unbekannte seinen Schmuck.

### Orgel
1807 erhielt die Kirche ihre erste Orgel. Erhalten ist deren spätbarocker Prospekt. Das heutige Instrument wurde 1964 von Mathis Orgelbau errichtet. Es umfasst 24 Register auf zwei Manualen und Pedal. Die Disposition stammt von Siegfried Hildenbrand. Eine Sanierung und Renovation nahm im Jahre 2013 Späth Orgelbau vor.